# Сапада (Белуно)
Сапада (итал. Sappada) је насеље у Италији у округу Белуно, региону Венето.
Према процени из 2011. у насељу је живело 1359 становника. Насеље се налази на надморској висини од 1251 м.

## Становништво
Према резултатима пописа становништва 2011. у општини је живело 1.306 становника.
| 1931. | 1936. | 1951. | 1961. | 1971. | 1981. | 1991. | 2001. | 2011. |
| ----- | ----- | ----- | ----- | ----- | ----- | ----- | ----- | ----- |
| 1.344 | 1.325 | 1.553 | 1.523 | 1.414 | 1.379 | 1.373 | 1.359 | 1.306 |

## Партнерски градови
- Арецо